# Свети Атанасий (Пороище)
Храм „Свети Атанасий“ е източноправославна църква в село Пороище (Община Разград), Русенска епархия, Разградско архиерейско наместничество.

## История
В началото на XVII век заможните жители на село Арнауткьой, сега Пороище край Разград, решават да построят четири храма, носещи имената на православни светци – св. Димитър, св. Никола, св. Богородица и св. Атанасий. И четирите храма са издигнати в характерния арбанашки („албански“) стил на сакралната архитектура – изцяло изградени от камък, слепен с калов хоросан, полувкопани, с двускатен покрив и едноулучни (т. нар. „турски“) керемиди, еднокорабни и с две помещения: нартекс (притвор) и удължено вътрешно пространство (наос), с богато украсени стенописи. Църковната история на селището е доста тясно свързана с тази на Червенската епископия, като дори през 1703 г. епископът на Червен се сдобива с резиденция в селото – в къщата на някой си Андрей Клад. През 1810 г. по време на Руско-турската война (1806 – 1812) селото е опожарено и обезлюдено и някои от църквите са разрушени. След края на войната членовете на едва тридесетина домакинства се завръщат в Арнауткьой, като постепенно се смесват с новодошли семейства от Балкана, по-точно от Еленско и Търновско. Друга руско-турска война от 1828 – 1829 г. довежда до нови преселнически вълни на балканджии, дошли да се заселят в селото. В резултат на последвалия Одрински мирен договор от 1829 г. между императорска Русия и Османската империя жителите на Арнауткьой вземат решение за реконструкция на църквата „Св. Атанасий“. Тъй като не е запазен ферманът, разрешаващ строителството на черквата, няма единомислие относно датата на възстановяване на храма – според сведенията на архимандрит д-р Виктор Мутафов въз основа на „Статистика на Русенското окръжие през 1888 г.“ църквата „Св. Атанасий“ е построена през 1843 г. Същевременно обаче добавя, че според друг източник с описание на църквата от 1885 г. тя е „изградена 1836 г., август довършена и после осветена“. За да се спазят съществуващите османски изисквания за височината на християнския храм, основите на сградата трябвало да бъдат преместени с 1,80 м по-надолу в земята. При това бликнал извор, чиито води били отведени до новопостроена кланица в близост до храма. И до днес наличието на извор на подземни води под сградата продължава да нанася щети на стените на постройката. Предвид обстоятелството, че църквата се намира на ниско място и подът ѝ е дълбоко вкопан, опасност представлява и непосредствената близост на рекичка (дере), която често предизвиква наводнения в храма при проливен дъжд. Постоянната влага в миналото е довела до необратимо увреждане на църковните богослужебни книги и икони. Някои от тях се съхраняват в Историческия музей в Разград. Настоящият иконостас в църквата е таблен, а поставените икони са съвременни, отпечатани върху хартия. 
По време на Руско-турската освободителна война църквата не е ограбена. „Църквата в село Бей Арнауд, во имя св. Атанасия, направена на 1836, каменна, останала си здрава и неповредена.“

## Описание
Новопостроената през 1846 или 1836 г. църква е еднокорабна и дълбоко вкопана в земята, за което свидетелстват единадесетте стъпала, водещи към наоса. Вградените в стените на църквата 120 глинени гърнета допълнително подобряват акустиката на сградата. В първоначалния си вид в храма се влизало през масивни дървени врати от северната страна само за мъже, а от западната – за жени. Под двускатния покрив, покрит с полуцилиндрични глинени керемиди, е разположен просторен притвор, обхващащ западната и северната страна на църквата. Притворът се поддържа от дървени колони и е застлан с каменни плочи, някои от които са гравирани надгробни плочи. Храмът отвътре е бил покрит със същия вид плочи, които обаче са заменени с бетонен под през 1963 г. Преди Освобождението (1878 г.) църквата е използвала клепало; по-късно е издигната дървена камбанария. През 1963 г. е оставен само западният вход, премахнат е директният достъп до емпорията (балкона) от запад, като е заменен с малка вътрешна стълба, премахната е и камбанарията, а двете камбани са окачени на два бетонни стълба с ламаринен покрив до югозападния вход на черквата.  През XIX век и първата половина на XX век църквата стои в центъра на ансамбъл от сгради с различни религиозни и светски функции, включително гробище в черковния двор, училище, читалище, жилищни и други постройки. Впоследствие всички сгради с изключение на църквата са разрушени.

## Състояние
Църквата „Св. Атанасий“ е обявена за паметник на културата с историческо и архитектурно значение през 1976 г.  От Възрожденско време е останал основният градеж, таванът и вратите. Храмът се счита за единствената оцеляла полувкопана църква в Североизточна България и най-стария православен храм, запазен в Разградско. Храмовият празник на църквата е на 18 януари, когато обикновено службата се води от Русенския митрополит. 

## Галерия
- Входната врата на църквата „Св. Атанасий“
- Елементи от интериора

- Ниско поставени прозорци на църковната стена